# بابی دان
بابی دان (انگلیسی: Bobby Dunn؛ ‏ ۲۸ اوت ۱۸۹۰ – ۲۴ مارس ۱۹۳۷) بازیگر اهل ایالات متحده آمریکا بود.
از فیلم‌هایی که وی در آن نقش داشته‌است، می‌توان به سقوط چاقالوی بی‌وفا، میراث هافمایر، در چنگال تبهکاران، این به آن در، آشفتگی عشقی هوگان، کوهستان، سوپ اردک، دستگیره قلعی چاقالو، متجاوز، جارزن، ما را ببخشید، فانتوم، بد کمپانی، تاکسی!، دندان‌پزشک، برادوی بیل، دختر کولی، آقای دیدز به شهر می‌رود، من و رفیقم، دلیل علاقه دخترها به ملوانان، روز درخت‌کاری، مأموران دریافت قسط، به‌سوی غرب، شیران و بانوان و کاهش اشاره کرد.